# Mario Lubetkin
Mario Israel Lubetkin Tulbovic (Montevideo, 13 de diciembre de 1959) es un periodista uruguayo que actúa como el Canciller de la República Oriental del Uruguay desde el 1 de marzo de 2025.

## Biografía

### Primeros años
Mario Lubetkin nació el 13 de diciembre de 1959, en Montevideo, Uruguay, hijo de inmigrantes: padre ucraniano con ciudadanía lituana y madre lituana, y ambos de origen judío. Su infancia se desarrolló en el barrio La Blanqueada, donde fue a la escuela 88 y al liceo Dámaso Antonio Larrañaga.
A los 11 años acompañó a sus padres al primer acto del recientemente fundado Frente Amplio, el 26 de marzo de 1971. En su juventud comenzó a militar con amigos del barrio en la Unión de Juventudes Comunistas. En 1974, con 14 años, fue detenido mientras hacía una volanteada en la puerta del liceo 14, y luego fue detenido por cerca de un mes en el instituto Álvarez Cortés. En 1975 fue nuevamente detenido en una redada en la plaza Libertad.
En 1976 su padre lo llevó a Buenos Aires, donde trabajó en una fábrica de plástico, pero tras el golpe de Estado en ese país el 24 de marzo solicitó en la embajada de Italia en Buenos Aires su salida rumbo a Roma, donde vivía su hermano. Aunque no tenía documentos y todavía era menor de edad, a través de contactos logró que el grupo chileno Inti Illimani hiciera gestiones con el viceministro de Relaciones Exteriores de Italia, Gilberto Bonalumi, que solicitó ante el embajador italiano en Buenos Aires que se le diera el documento.

### Carrera profesional
En septiembre de 1976 llegó a Italia, allí vivió con su hermano y comenzó a trabajar en la agencia de noticias Inter Press Service. Regresó definitivamente a Uruguay en abril de 1984, donde continuó como corresponsal de la IPS y retomó su militancia política en el Partido Comunista, aunque unos años después se alejó por su trabajo. Posteriormente fue director de la oficina de IPS en Uruguay; luego fue director para América Latina de la agencia; y en 2002 le ofrecieron ser director mundial de IPS, cargo que ejerció hasta 2014 y por el que tuvo que trasladarse nuevamente a Roma.
Además de actuar como director general de la agencia Inter Press Service de 2002 a 2014, fue consultor de alto nivel para organizaciones en América Latina, la Unión Europea y los Estados Unidos, y profesor universitario en Italia y España. En 2014 pasó a ser el director de la Oficina de Comunicación Institucional de la Organización de las Naciones Unidas para la Alimentación y la Agricultura —FAO—. Un año después se convirtió en el director del gabinete del Director General de la organización y en 2017 fue nombrado como su subdirector general. En abril de 2016 fue nombrado Comendador de la Orden al Mérito de la República Italiana por el presidente italiano Sergio Mattarella. En 2022 se convirtió en el representante regional para América Latina y el Caribe de la FAO. Asimismo, se desempeñó como columnista en el periódico La Diaria.

### Canciller de la República
Como representante regional para América Latina y el Caribe de la FAO se instaló en Chile. Desde allí, el 13 de diciembre de 2024, el día de su cumpleaños, el presidente electo de Uruguay, Yamandú Orsi, le ofreció ser el futuro canciller de su gobierno. Lubetkin fue propuesto en su cargo por el sector Seregnistas, liderado por Mario Bergara. Asumió como canciller de Uruguay el 1 de marzo de 2025, con la asunción del gobierno, y el 5 de marzo se realizó la ceremonia de asunción en el ministerio en el Palacio Santos, sede protocolar de la Cancillería de Uruguay. Ya como canciller, se afilió al Frente Amplio. A finales de julio de 2025, dirigentes de la oposición pidieron la renuncia de Lubetkin por la polémica resultante de la emisión de nuevos pasaportes uruguayos no aceptados por Alemania, Francia y Japón; pero recibió el apoyo del presidente Orsi para continuar con su cargo.